# Mirella Parutto
Mirella Parutto (Pordenone, 4 maggio 1936 – Roma, 8 agosto 2025) è stata un soprano e mezzosoprano italiano.

## Biografia
Esordì dapprima in piccole parti, debuttando giovanissima in un ruolo principale come Elena in Mefistofele alla Scala nel 1958.
Seguì, l'anno successivo, l'esordio al Teatro dell'Opera di Roma come Amelia in Un ballo in maschera, che dette inizio a una brillante carriera di soprano drammatico. I ruoli maggiormente frequentati sono stati Aida,  Leonora (ne Il trovatore e La forza del destino), Abigaille, Maddalena. 
Dal 1965 iniziò a esibirsi come mezzosoprano, apparendo come Adalgisa, Amneris, Ulrica, Principessa Eboli, Principessa di Bouillon.
Fu presente nei più prestigiosi teatri del mondo: La Scala, Maggio Musicale Fiorentino, Teatro San Carlo di Napoli, Opera di Vienna, Teatro Bol'šoj di Mosca, Teatro Colón di Buenos Aires, sotto la guida dei maggiori direttori, come Tullio Serafin, Herbert von Karajan.
Dopo il ritiro dalla scene si dedicò all'insegnamento.

## Vita privata
Sposò il baritono Antonio Boyer, di cui rimase vedova.

## Repertorio
- Vincenzo Bellini
  - Norma (Adalgisa)
- Alban Berg
  - Wozzeck (Maria)
- Arrigo Boito
  - Mefistofele (Elena)
- Domenico Cimarosa
  - Il matrimonio segreto (Fidalma)
- Francesco Cilea
  - Adriana Lecouvreur (Principessa di Bouillon)
- Gaetano Donizetti
  - Anna Bolena (Giovanna Seymour)
- Umberto Giordano
  - Andrea Chénier (Maddalena di Coigny)
- Leoš Janáček
  - Jenůfa (Kostelnička)
- Pietro Mascagni
  - Cavalleria rusticana (Santuzza)
- Claudio Monteverdi
  - L'incoronazione di Poppea (Ottavia)
- Modest Petrovič Musorgskij
  - Chovanščina (Marfa)
- Ildebrando Pizzetti
  - Fedra (Fedra)
- Amilcare Ponchielli
  - La Gioconda (Laura Adorno)
- Sergej Sergeevič Prokof'ev
  - Il giocatore (La Nonna)
- Gioachino Rossini
  - Guglielmo Tell (Matilde d'Asburgo)
- Giuseppe Verdi
  - Nabucco (Abigaille)
  - Luisa Miller (Federica)
  - Il trovatore (Leonora)
  - Un ballo in maschera (Amelia; Ulrica)
  - La forza del destino (Donna Leonora di Vargas; Preziosilla)
  - Don Carlo (Principessa d'Eboli)
  - Aida (Aida; Amneris; Sacerdotessa)

## Discografia
- Il trovatore, con Franco Corelli, Giangiacomo Guelfi, Fedora Barbieri, dir. Gabriele Santini - dal vivo Napoli 1960 ed. Myto
- Il trovatore, con Franco Corelli, Ettore Bastianini, Fedora Barbieri, Agostino Ferrin, dir. Oliviero De Fabritiis - dal vivo Berlino 1961 ed. Melodram/BCS
- Nabucco, con Ettore Bastianini, Ivo Vinco, Luigi Ottolini, dir. Bruno Bartoletti - dal vivo Firenze 1961 ed. GOP/Myto
- Aida (Amneris), con Leontyne Price, Giorgio Casellato-Lamberti, Mario Zanasi, dir. Oliviero De Fabritiis - dal vivo Roma 1966 ed. Myto
- L'incoronazione di Poppea (Octavia), con Claudia Parada, Mirto Picchi, Boris Christoff, dir. Carlo Franci - dal vivo Firenze 1966 ed. Opera D'Oro
- La Gioconda (Laura), con Elinor Ross, Flaviano Labò, Dino Dondi, Ruggero Raimondi, dir. Adolfo Camozzo - dal vivo Treviso 1967 ed. House of Opera
- Don Carlo (Eboli), con Juan Oncina, Boris Christoff, Mario Petri, Maria Candida, dir. Carlo Franci - Venezia 1969 ed. Mondo Musica/Première Opera
- Don Carlo (Eboli), con Pedro Lavirgen, Nicolai Ghiaurov, Piero Cappuccilli, Rita Orlandi Malaspina, dir. Gianandrea Gavazzeni - dal vivo Buenos Aires 1971 ed. Opera Lovers

| Controllo di autorità | Europeana agent/base/5753 |